# Odontelytrum
Odontelytrum là một chi thực vật có hoa trong họ Hòa thảo (Poaceae).

## Loài
Chi Odontelytrum gồm các loài: